# 畢爾肯大學
畢爾肯大學（土耳其語：Bilkent Üniversitesi）是一所位於土耳其首都安卡拉市郊的大學，“畢爾肯”是土耳其語“bilim kenti”（科學城）的首字母縮寫。
在工程技術方面成就卓越，2012年泰晤士高等教育世界排名226至250， 在泰晤士“不過50歲的世界100佳大學”中排第32，是土耳其最好的大學之一。

## 附屬於或相關之研究中心

### 中心
- 畢爾肯大學歐洲聯盟事務研究中心
- Ahmed Adnan Saygun音樂研究暨教育中心
- 畢爾肯進修教育中心
- 心靈語言暨文化中心
- 腦力研究中心
- 環境科學中心
- 國際經濟學中心
- 俄羅斯研究中心
- 社會暨政治研究中心
- Center for Turkish Language and Speech Processing
- 土耳其政治暨歷史中心
- 過渡型社會研究中心
- 土耳其文學中心
- 通訊暨光譜管理研究中心
- 遺傳學暨生物科技研究與發展中心
- Halil Inalcik奧圖曼研究中心
- 奈米科技研究中心
- 國家奈米科技研究中心

### 研究所
- 經濟暨社會學研究所
- 工程暨科學研究所
- 純美術研究所
- 音樂暨表演藝術研究所
- 世界體系經濟體暨策略研究所
- 材料科學暨奈米科技研究所

## 外部連結
- 畢爾肯大學 （页面存档备份，存于）
- Bilkent University International Relations Academic Research Community

39°52′04.80″N 32°44′55.32″E / 39.8680000°N 32.7487000°E